# Dyakiidae
Dyakiidae zijn een familie van weekdieren uit de klasse van de Gastropoda (slakken).

## Taxonomie
De volgende geslachten zijn in de familie ingedeeld:
- Asperitas Gray, 1857
- Bertia Ancey, 1887
- Dyakia Godwin-Austen, 1891[3]
- Elaphroconcha Gude, 1911
- Everettia Godwin-Austen, 1891[4]
- Kalamantania Laidlaw, 1931
- Phuphania Tumpeesuwan, Naggs & Panha, 2007[1]
- Pseudoplecta Laidlaw, 1932
- Quantula H. B. Baker, 1941[5]
- Rhinocochlis Thiele, 1931
- Sasakina Rensch, 1930